# Slaget om Largs

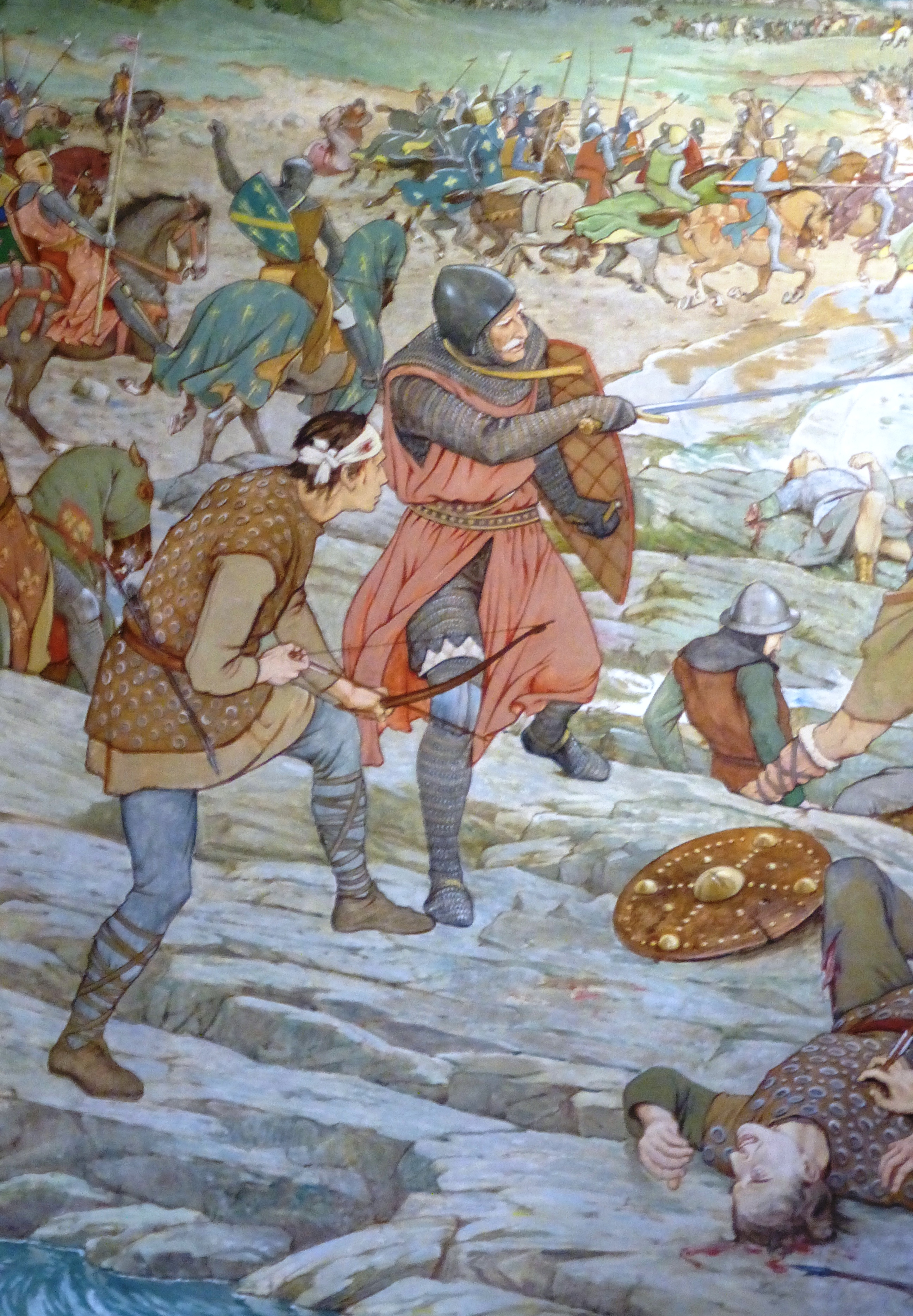
Detalj från William Holes väggmålning med slaget om Largs, i Skotska National-Porträtt-Galleriet

Slaget om Largs var den enda större drabbningen under skotsk-norska kriget. Den ägde rum nära Largs i North Ayrshire på Firth of Clyde i Skottland den 2 oktober 1263. Den norska styrkan leddes av Håkon Håkonsson och skottarna av Alexander III av Skottland. Slaget var inte utslagsgivande på kort sikt, men eftersom Norge hindrades från att nå sina krigsmål, var det utslagsgivande på längre sikt.

## Slaget
Norge hade länge dominerat Hebriderna. Skotska konungar hade länge försökt köpa kungadömet Súðreyjar, som bestod av Hebriderna och ön Man. Skotska jarlar beslöt dock mot kungens gillande att göra mindre anfall mot ön Skye och plundra den. Norges konung fick veta detta och beslöt sig för att straffa dem. Han fick tillsammans med sina vasaller ihop maximalt 20 000 man, förmodligen betydligt mindre. Vid ankomsten började norrmännen förhandla med skottarna. De kom inte överens. Eftersom förhandlingarna drog ut på tiden, beslöt sig delar av armén för att söka proviant. De råkade dock ut för en storm och flera togs tillfånga. För att befria dem beslutade norrmännen att skicka en mindre trupp. Den råkade ut för hela den skotska armén och retirerade. De flesta norrmännen befann sig dock till havs, så när de landsteg retirerade skottarna och ett större slag uteblev.  